# Vittorio Zonca

Zonca, Novo teatro di machine et edificii 1607

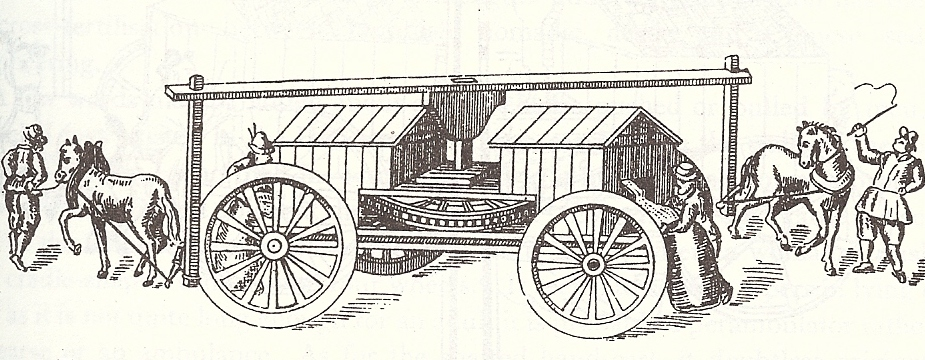
Feldmühle von Pompeo Targone in dem Buch von Zonca von 1607

Vittorio Zonca (* 1568 in Padua; † 1602 ebenda) war ein italienischer Architekt und Ingenieur. Er ist der Verfasser eines einflussreichen frühneuzeitlichen Maschinenbuchs.

## Leben und Werk
Über ihn ist wenig bekannt. Bekannt ist er für ein 1607 erschienenes Maschinenbuch. Die Vorlagen der Abbildungen dazu stammen wahrscheinlich aus einem Manuskript des Architekten, Bildhauers und Malers Francesco di Giorgio Martini (1439–1501).
Es werden die unterschiedlichsten Arbeitsmaschinen dargestellt, zum Beispiel Hebemaschinen, Mühlen, Pressen, Pumpen, Schleusen, Mahl- und Stampfwerke für die Schießpulverherstellung einschließlich einer fahrbaren Mühle von Pompeo Targone, ein nicht funktionstüchtiger durch Abwärme angetriebener Bratenwender, eine Wasserkraft-getriebene Seidenzwirnmaschine aus Lucca und die erstmalige Darstellung eines Riemenantriebs. Maschinen für Unterhaltungszwecke finden sich nicht und kaum utopische Erfindungen wie in anderen zeitgenössischen Werken. Von Technikhistorikern wurde es wegen seiner Realitätsnähe geschätzt. Am Ende findet sich ein Perpetuum Mobile in Form eines Saughebers von Giovanni Battista della Porta. Die Maschinen werden systematisch durch Kupferstiche illustriert.
Weitere Maschinenbücher der Zeit waren von Heinrich Zeising (1607), Jacques Besson (1569),  Agostino Ramelli (1588), Fausto Veranzio (1615) und Giovanni Branca (1629).
1627 veröffentlichten der jesuitische Missionar in China Johannes Schreck und Wang Zheng eine chinesische Ausgabe basierend auf dem Werk von Zonca und dem von Ramelli und Besson unter dem Titel Gesammelte Zeichnungen und Erklärungen der wunderbaren Maschinen des fernen Westens (Yanxi Qiqi Tushuo Luzui).

## Schriften (Auswahl)
- Novo Teatro di Machine et Edificii, Padua: Pietro Bertelli 1607. Neuauflagen 1621, 1624, 1656, Nachdruck der ersten Auflage Mailand: il Polifilio 1985
- R. Glynn Faithful (Hrsg.): Zonca on the printing press. 1951